# كيلي لي أوينز
كيلي لي أوينز (بالإنجليزية: Kelly Lee Owens)‏ هي مغنية بريطانية، ولدت في عقد 1980.